# 第2常設NATO海洋グループ
第2常設北大西洋条約機構海洋グループ（だい2じょうせつきたたいせいようじょうやくきこうかいようグループ、英語：Standing NATO Maritime Group 2、略称：SNMG2）は、北大西洋条約機構内で編成されているNATO即応部隊における常設化された海軍部隊の一つ。2005年1月1日に編成される。

## 歴史
1992年4月30日にナポリにおいて、それまで20年間以上に渡って定期活動していた地中海NATO海軍臨時部隊（NAVOCFORMED）に代わって地中海常設海軍部隊（STANAVFORMED）が編成される。
1990年代に地中海常設海軍部隊はシャープ・ガード作戦でアドリア海上での監視活動にかなり関与した。1992年7月11日に国際連合安全保障理事会決議713と国際連合安全保障理事会決議757に挙げられた監視援助を実施するNATOの決定に関して、部隊はありうる将来の準備を完了していたためイオニア海に展開する指示がなされる。北大西洋条約機構理事会は1992年7月15日に翌16日0800時から監視活動を開始する様に決定する。地中海常設海軍部隊は初期投入部隊をアドリア海に進入させる。部隊は9月9日から26日まで大西洋常設海軍部隊（STANAVFORLANT）と交代し一時的に負担が軽減された。1992年11月22日から1993年6月15日まで部隊は旧ユーゴスラビアに対する国連制裁措置のNATO貢献であるマリタイム・ガード作戦（Operation Maritime Guard）に参加する。任務は西欧同盟主導のシャープ・フェンス作戦と共同して実施された。1993年6月15日に両作戦はシャープ・ガード作戦に統合される。同年11月16日から22日までハイファ港を訪問している。部隊は1996年6月18日に禁輸制裁措置が終了するまで活動を継続した。部隊はそれ以降、何時でもシャープ・ガード作戦を再開出来る準備を整えていた。全制裁措置が解除される1996年10月1日まで待機していた。1992年11月22日から1996年6月18日までNATOと西欧同盟部隊は70,000隻以上の船舶に対して検査を要求し、この内約7,000隻が臨検され、または港に連行された。
1998年10月14日にユーゴスラビア情勢の不穏化によりNATOは待機の一環としてアドリア海に地中海常設海軍部隊を展開させる。ユーゴスラビア連邦共和国が国際要請に応じて事態解決に向けて行動したので、部隊は通常任務に復帰した。しかし、コソボで再開された暴力行為のためにNATO理事会は1999年1月20日にユーゴスラビア連邦共和国に対して空爆作戦を実施するNATO軍部隊の増強処置を決定する。これらの処置により、地中海常設海軍部隊はNATO決議に従いアドリア海に展開するよう命ぜられる。アライド・フォース作戦が終了する1999年6月20日まで継続的に支援準備を整えたまま待機し、平常任務に復帰した。
2001年9月11日のアメリカ同時多発テロ事件の発生によりNATO理事会は条約第5条に基づいて、対テロ戦争でのNATO貢献の一環として、予定されていたデスティンド・グローリー2001演習（Destined Glory 2001）を中止させ、2001年10月6日アクティブ・エンデバー作戦を発動して東地中海に展開した。通常は専属であるエンデバー任務部隊が展開しているが「増強」する場合は第2常設NATO海洋グループが作戦に参加する。部隊は直接、作戦を支援しないときは訓練と機動および港湾訪問を実施している。
2005年1月1日に第2常設NATO海洋グループ（SNMG2）に改称され、NATO即応部隊に割り当てられた。その後NATO即応部隊から除外されるも、特定状況に応じてNATO即応部隊に組み込まれ、またNATOの名称のまま通常は同一任務を実施している。
国連の要請に基づきソマリア沖の海賊から国際連合世界食糧計画による援助物資を積載した船舶に対する攻撃を阻止し保護するために、アライド・プロバイダー作戦を実施されソマリア沖・アデン湾に展開する。

## 任務と編成
第2常設NATO海洋グループは通常4隻から8隻の戦闘艦艇および支援艦艇で構成され通常は、ドイツ連邦共和国、ギリシャ共和国、イタリア共和国、ノルウェー王国、デンマーク王国、オランダ王国、スペイン王国、ポルトガル共和国、トルコ共和国、イギリス、カナダおよびアメリカ合衆国から拠出される。他にも、必要に応じて適宜NATO加盟国海軍から艦艇が供出される。第2常設NATO海洋グループは一般訓練や世界規模での実働作戦の区別なく完全編成の部隊として運用される。通常は、主に地中海海域で活動するが、NATOが展開を要求した場合は必要に応じていかなる海域にも派遣されうる。参加艦艇については4箇月から6箇月のローテーションで交代している。
第2常設NATO海洋グループはNATO即応部隊を構成する部隊であり、部隊は運用上、指揮についてはナポリ統連合軍司令部隷下のナポリ連合海軍部隊司令部の下におかれる。部隊の指揮権は供出国ごとのローテーション方式で運用されている。
第2常設NATO海洋グループはNATO加盟国や非加盟国、特にNATO領域付近の国家を対象とした港湾訪問プログラムや、実任務運用に関わる訓練を実施している。これらは平和のためのパートナーシップ、地中海ダイアローグおよびイスタンブール協力イニシアティブなど各プログラムを構成する国への訪問を含んでいる。
2011年2月時点での参加艦艇は以下のとおり。
- 「F804 デ・ロイテル（HMS De Ruyter）」（オランダ、指揮艦）
- 「L17 エスベアン・スナーレ（HDMS Esbern Snare）」（デンマーク）
- 「F491 ギレスン（TCG Giresun）」（トルコ）
- 「FFG-40 ハリバートン（USS Halyburton）」（アメリカ合衆国）
- 「DDG-96 ベインブリッジ（USS Bainbridge）」（アメリカ合衆国）

2010年3月時点での参加艦艇は以下のとおり。
- 「F87 チャタム（HMS Chatham）」（イギリス、指揮艦）
- 「DDG-58 ラブーン（USS Laboon ）」（アメリカ合衆国）
- 「F493 ゲリボル（TCG Gelibolu）」（トルコ）
- 「F451 リムノス（HS Limnos）」（ギリシャ）
- 「F573 シロッコ（MM Scirocco）」（イタリア）
- 「F804 デ・ロイテル（HMS De Ruyter）」（オランダ）